# Live One
Live One – podwójny album Coila z 2000 roku. Jest czwartym z serii albumów koncertowych grupy, wydanym po Live Four, Live Three i Live Two. Wszystkie cztery zostały później wydane w box secie The Key to Joy Is Disobedience.
"CD A" pierwotnie została wydana pod tytułem Coil Presents Time Machines. Jest to nagranie występu Coila z 2 kwietnia 2000 na Cornucopia festival w londyńskim Royal Festival Hall.
"CD B" to nagranie koncertu z Sonar w Barcelonie 17 czerwca 2000.
"Everything Keeps Dissolving", "Blue Chasms" i "Elves" nie znalazły się wcześniej na żadnym albumie Coila. "Elves" znane było jedynie z dema Backwards, pozbawionej wokalu Balance'a. "Circulating" to skrócona wersja "Queens Of The Circulating Library", z albumu o jednobrzmiącym tytule.
Coil w momencie nagrania płyty tworzyli: Jhon Balance, Peter Christopherson, Simon Norris, Thighpaulsandra na "CD A". Na "CD B" dodatkowo William Breeze.
Album na CD dostępny jest przez oficjalną stronę Coila, Thresholdhouse.com.

## Spis utworów

### "CD A"
1. "Everything Keeps Dissolving" – 15:14
2. "Queens Of The Circulating Library" – 13:50
3. "Chasms" – 21:39

### "CD B"
1. "Everything Keeps Dissolving" – 5:28
2. "Amethyst Deceivers" – 6:23
3. "Circulating" – 12:48
4. "Blue Chasms" – 18:09
5. "Elves" – 8:17

Podczas wypalania kopii CD doszło do kilku błędów lub nieścisłości indeksowania ścieżek. Utwór "The Universe Is A Haunted House" znajduje się przed "Blue Chasms" na CD B, przypuszczalnie stanowiąc pierwszą część suity. Koniec ścieżki 5. na CD B przypada przed końcem "Blue Chasms", więc część tego utworu znajduje się na ścieżce 6. utworu "Elves".
W przeciwieństwie do innych albumów koncertowych Coila (poza Transparent), Live One jest niemal zupełnie pozbawione śpiewu Balance'a, z wyjątkiem "Elves", gdzie Balance wydaje niemal niezrozumiałe krzyki, wydaje się, że tej samej frazy. Ponadto, zsamplowane wokale słychać w obu wersjach "Queens..." i w "Chasms".